# Ranger (Texas)
Ranger ist eine Stadt im Eastland County im US-Bundesstaat Texas in den Vereinigten Staaten. Das U.S. Census Bureau hat bei der Volkszählung 2020 eine Einwohnerzahl von 2300 ermittelt.

## Geografie
Die Stadt liegt nördlich des geografischen Zentrums von Texas an der Interstate 20 zwischen Abilene und Fort Worth und hat eine Gesamtfläche von 18,5 km².

## Geschichte
Benannt wurde die Stadt nach den Texas Rangers, die um 1870 ein Lager in einem Tal am Palo Pinto Creek nordöstlich von Ranger hatten.

## Demografische Daten
Nach der Volkszählung im Jahr 2000 lebten hier 2.584 Menschen in 989 Haushalten und 616 Familien. Die Bevölkerungsdichte betrug 142,5 Einwohner pro km². Ethnisch betrachtet setzte sich die Bevölkerung zusammen aus 84,83 % weißer Bevölkerung, 6,73 % Afroamerikanern, 0,66 % amerikanischen Ureinwohnern, 0,43 % Asiaten, 0,00 % Bewohnern aus dem pazifischen Inselraum und 5,65 % aus anderen ethnischen Gruppen. Etwa 1,70 % waren gemischter Abstammung und 13,51 % der Bevölkerung waren spanischer oder lateinamerikanischer Abstammung.
Von den 989 Haushalten hatten 28,0 % Kinder unter 18 Jahre, die im Haushalt lebten. 43,7 % davon waren verheiratete, zusammenlebende Paare. 14,7 % waren allein erziehende Mütter und 37,7 % waren keine Familien. 34,5 % aller Haushalte waren Singlehaushalte und in 18,7 % lebten Menschen, die 65 Jahre oder älter waren. Die Durchschnittshaushaltsgröße betrug 2,33 und die durchschnittliche Größe einer Familie belief sich auf 3,00 Personen.
22,7 % der Bevölkerung waren unter 18 Jahre alt, 17,4 % von 18 bis 24, 20,9 % von 25 bis 44, 19,4 % von 45 bis 64, und 19,7 % die 65 Jahre oder älter waren. Das Durchschnittsalter war 36 Jahre. Auf 100 weibliche Personen aller Altersgruppen kamen 97,1 männliche Personen. Auf 100 Frauen im Alter von 18 Jahren und darüber kamen 93,8 Männer.
Das jährliche Durchschnittseinkommen eines Haushalts betrug 22.500 USD, das Durchschnittseinkommen einer Familie 28.255 USD. Männer hatten ein Durchschnittseinkommen von 24.333 USD gegenüber den Frauen mit 15.946 USD. Das Prokopfeinkommen betrug 11.698 USD. 18,3 % der Bevölkerung und 14,4 % der Familien lebten unterhalb der Armutsgrenze. Davon waren 19,1 % Kinder und Jugendliche unter 18 Jahren und 17,8 % waren 65 oder älter.

## Söhne und Töchter der Stadt
- Bobby Cross, ehemaliger American-Football-Spieler der NFL, spielte für die Chicago Bears, St. Louis Rams, San Francisco 49ers und die Chicago Cardinals.
- Ted Neely, Schlagzeuger, Sänger, Schauspieler und Komponist